# Anthony Mundine
Anthony Mundine (ur. 21 maja 1975 w Sydney) – australijski bokser, były dwukrotny zawodowy mistrz świata organizacji WBA w kategorii super średniej (do 168 funtów).
W latach 1993–2000 był zawodnikiem rugby league. Pierwszy zawodowy pojedynek bokserski stoczył w lipcu 2000, w wieku 25 lat. Już w swojej jedenastej walce, 1 grudnia 2001, stanął przed szansą zdobycia tytułu mistrza świata IBF, przegrał jednak przez nokaut w dziesiątej rundzie z mistrzem świata tej organizacji, Svenem Ottke.
Po tej porażce wygrał kolejne osiem pojedynków (m.in. z byłym mistrzem świata IBF w kategorii junior lekkiej Lesterem Ellisem, dla którego była to ostatnia walka w karierze), a następnie 3 września 2003 zdobył wakujący tytuł mistrza świata WBA, pokonując na punkty Antwuna Echolsa (tytuł był wakujący, ponieważ Sven Ottke po unifikacji tytułów IBF i WBA otrzymał status tzw. "Super Championa"). Mundine zdołał obronić swój pas mistrzowski tylko raz – pokonując w styczniu 2004 przez techniczny nokaut w piątej rundzie Japończyka Yoshinori Nishizawę. W następnej swojej walce, 5 maja 2004 przegrał na punkty po niejednogłośnej decyzji sędziów z Mannym Siacą i stracił tytuł mistrza świata.
Rok później, 8 czerwca 2005, podjął próbę odzyskania utraconego tytułu, przegrał jednak na punkty z ówczesnym posiadaczem pasa mistrzowskiego WBA Mikkelem Kesslerem. 17 maja 2006 wygrał na punkty w pojedynku eliminacyjnym WBA ze swoim rodakiem, Dannym Greenem. 7 marca 2007 wywalczył wakujący tytuł mistrza świata WBA (tak jak w przypadku Svena Ottke w 2003, wakat wynikał z faktu, iż Mikkel Kessler po unifikacji otrzymał status Super Championa), pokonując w dziewiątej rundzie Sama Solimana (Soliman trzy razy leżał na deskach i zgodnie z regułami tego pojedynku po trzecim knockdownie sędzia musiał zakończyć walkę).
W czerwcu 2007 pokonał na punkty Pablo Daniela Zamorę Nievasa. W sierpniu trafił do szpitala z poważną infekcją oka, spowodowaną zabrudzonymi soczewkami, które wcześniej próbował wyczyścić ustami. W konsekwencji stracił częściowo wzrok w lewym oku, a jego dalsza kariera bokserska była poważnie zagrożona. Ostatecznie wrócił jednak na ring i 10 grudnia 2007 w swojej drugiej obronie mistrzowskiego tytułu znokautował w czwartej rundzie Jose Alberto Clavero.
Rok 2008 rozpoczął od zwycięstwa na punkty z rodakiem Naderem Hamdanem. 28 maja tego samego roku po raz trzeci zmierzył się z Samem Solimanem i, tak jak w dwóch poprzednich pojedynkach, pokonał swojego rodaka, tym razem jednomyślną decyzją sędziów, na punkty. Krótko po walce zrezygnował z tytułu mistrzowskiego, odmawiając walki z Mikkelem Kesslerem. 30 lipca 2008 pokonał na punkty japońskiego boksera, Crazy Kima. W ostatnim pojedynku w 2008 roku pokonał Urugwajczyka Rafaela Sosę Pintosa.
W 2009 roku stoczył trzy zwycięskie pojedynki – wszystkie trzy wygrał na punkty. W lutym pokonał Shannana Taylora, w maju niejednogłośną decyzją sędziów odniósł zwycięstwo nad Danielem Geale, a pięć miesięcy później pokonał Alejandro Gustavo Falligę.
11 stycznia 2010 pokonał, również na punkty, Roberta Medleya.